# FK Slavija Sarajevo
El Fudbalski Klub Slavija Sarajevo (serbi ciríl·lic: Фудбалски клуб Славија Сарајево) és un club de futbol bosnià de la ciutat de Istočno Sarajevo (Sarajevo Oriental), Republika Srpska. És majoritàriament el club dels serbis.

## Història
Va ser fundat l'any 1908 quan la ciutat formava part de l'Imperi Austrohongarès dins d'unes societats esportives formades per estudiants que solien freqüentar els gimnasos de la ciutat i que eren conegudes com a Đački sportski klub (ĐSK) o Srednjoškolski sportski klub (SSK). El 1909 adoptaren els colors vermell i blanc de l'Slavia de Praga. Durant la segona meitat de 1913 es produí una divisió de caràcter ètnic a l'organització ĐSK. Alguns membres croats se'n separaren per formar el Hrvatski sportski klub, més tard SAŠK. La resta aviat es convertiren en Srpski sportski klub (SSK). Durant la Primera Guerra Mundial el club restà inactiu, tornant a l'activitat el 1919, després de la creació del Regne dels Serbis, Croats i Eslovens. El 1921 l'SSK adoptà el nom SK Slavija.
La millor etapa del club la va viure a la dècada de 1930. La temporada 1935-36, liderat per Milan Rajlić i Slavko Zagorac al camp, fou finalista del campionat Iugoslau, essent derrotat a la final pel BSK, 1-1, 0-1. El 1940 participà en la Copa Mitropa essent eliminat a quarts de final pel Ferencvaros en un dramàtic 11-1 a Budapest, i perdre 3-0 a Sarajevo.
Després de la Segona Guerra Mundial el club fou desmantellat per les autoritats comunistes. El seu estadi passà a mans del FK Željezničar i el nounat SD Torpedo.
L'any 1993, després del trencament de l'antiga Iugoslàvia i el naixement de la Federació de la Republika Srpska, el club renasqué, ingressant a la lliga dels clubs serbis de Bòsnia. El 2004 es proclamà campió de la lliga de la Republika Srpska, ascendint a la primera divisió de la lliga bosniana de futbol.

## Futbolistes destacats[4]
- Slavko Zagorac, 7 cops internacional amb Iugoslàvia.
- Milan Rajlić, 1 cop internacional amb Iugoslàvia.
- Florijan Matekalo, 1 cop internacional amb Iugoslàvia.
- Petar Manola, 1931-1936, més tard jugador de BSK Belgrad.
- Branko Stanković, més tard jugador d'Estrella Roja Belgrad i internacional.
- Predrag Đajić, més tard jugador d'Estrella Roja Belgrad i internacional.

## Palmarès
- Copa bosniana de futbol:
  - 2008-09
- Prva liga de la Republika Srpska (2a Divisió]:
  - 2003-04
- Copa de la Republika Srpska:
  - 2005-06, 2007-08

## Slavija a Europa
| Temporada | Competició                | Ronda |            | Club          | Casa | Fora |
| --------- | ------------------------- | ----- | ---------- | ------------- | ---- | ---- |
| 2007      | Copa Intertoto de la UEFA | 1R    | Andorra    | Sant Julià    | 3-2  | 3-2  |
|           |                           | 2R    | Romania    | Oţelul Galaţi | 0-0  | 0-3  |
| 2009-10   | UEFA Europa League        | 2Q    | Dinamarca  | Aalborg       | 3-1  | 0-0  |
|           |                           | 3Q    | Eslovàquia | Košice        | 0-2  | 1-3  |